# Do Ya Thang
Do Ya Thang is de tweede single van Raw Footage, het achtste studioalbum van de Amerikaanse rapper Ice Cube. Het nummer werd uitgebracht op 1 juli 2008 door het platenlabel Lench Mob. Vanaf 24 juni 2008 stond het nummer in de iTunes Store.

## Hitlijsten
| Hitlijst (2008)                               | Hoogste positie |
| --------------------------------------------- | --------------- |
| U.S. Billboard Bubbling Under Hot 100 Singles | 15              |
| U.S. Billboard Rhythmic Top 40                | 31              |